# Club Natació Barcelona
El Club Natació Barcelona es un club polideportivo fundado el 10 de noviembre de 1907 en la ciudad de Barcelona, España. 

## Historia

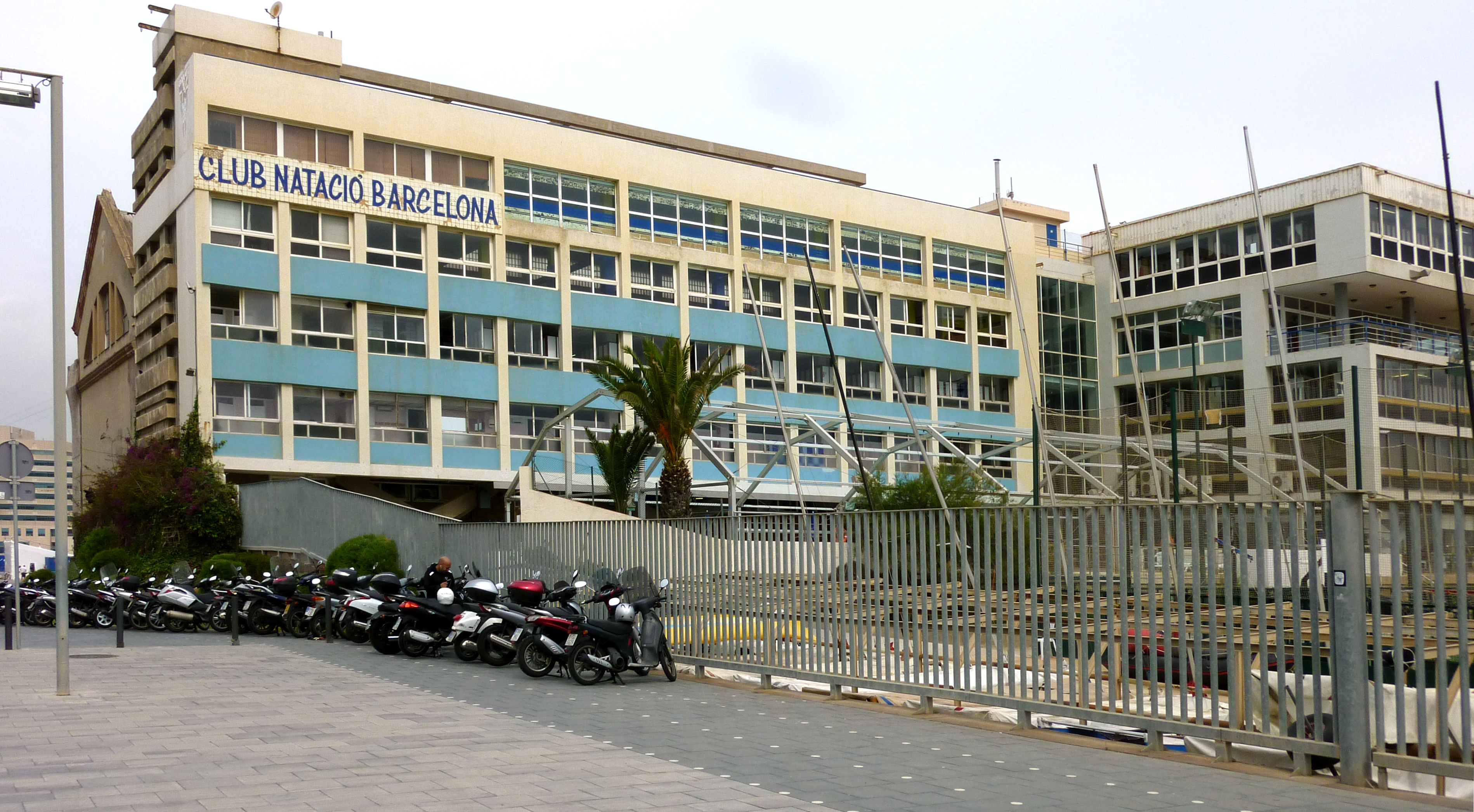
Instalaciones del Club Natació Barcelona (2014) Paseo Mare Nostrum

Liderado por Bernat Picornell, se funda el club el 10 de noviembre de 1907. Es el primer club de natación creado en España.
La primera junta directiva fue como sigue:
Presidente: Bernat Picornell
Vicepresidente: Manuel G. Solé
Secretario: Josep M. Vergés
Vicesecretario: Miquel Useros
Tesorero: Carles Balaguer
Contador: Julio Marial Mundet
Vocal Médico: Pere Cercós.
El primer local social se estableció en el Gimnasio Solé y, en los Baños Orientales de la Barceloneta estaba el campo de entrenamiento. Se pagaba una cuota de dos pesetas. El club organizó el primer partido oficial de waterpolo en España el 12 de julio de 1908. El partido se celebró en la playa de entrenamientos de la Barceloneta, frente a los Baños Orientales, y participaron los socios del club. Desde ese día, todos los domingos y festivos, después de las carreras de natación, Bernat Picornell, junto con Emili Solé Brufau, organizan un partido de waterpolo.  
El 14 de febrero de 1914, un fuerte temporal deteriora el local que utilizaba el club. En diciembre de 1914 se solicita un terreno entre la calderería del Nou Vulcano y el mar. No existe acceso al mar y se ha de bajar por una escalera metálica a la zona de entrenamiento y competición. En los años 1920-1925 se construye la piscina de L’Escullera. La mayoría de los nadadores españoles de los Juegos Olímpicos de Amberes son del club. El 17 de abril comienzan las obras de la primera piscina, que se inaugura en 1924. En el año 1922 se constituye una nueva sección en el Club, la de rugby. El equipo de rugby del Club Natació Barcelona fue el segundo equipo en constituirse de Cataluña y España. 
En los años 20 tras largos debates se empezó a permitir la entrada de mujeres en sus instalaciones con horarios exclusivos para ellas. La socia número 1 data de 1926.
Entre los años 1930-1934 se consiguen más concesiones para ampliar los terrenos del club. En 1955 se construye la nueva piscina de la playa. Además contará con otras instalaciones para poder realizar otros deportes, como vela y atletismo. En 1965 se instala una nueva piscina para que los niños aprendan a nadar. En los años 70 se construyen tres nuevos edificios: salas de estar, vestuarios y oficinas. En los años 80 se rehabilita el antiguo edificio de L’Escullera y se construyen nuevas instalaciones: pistas de squash, vestuarios femeninos, pista polideportiva y un frontón de 36 metros.

## Palmarés
- 1 Copa de Europa de waterpolo masculino: 1982
- 1 Supercopa de Europa de waterpolo masculino: 1982
- 2 Copas LEN de waterpolo masculino: 1995, 2004
- 19 Ligas españolas de waterpolo masculino
- 8 Copas del Rey españolas de waterpolo masculino[2]
- 2 Copas del Rey de Rugby
- 1 Campeonato de España de clubes de atletismo masculino - Aire libre: 1968.
- 2 Campeonato de España de clubes de atletismo femenino - Pista Cubierta: 1985, 1986.

### Palmarés Nacional Pilota
- 2 Campionats d'Espanya divisió d'honor de clubs paleta cuir (2007 i 2010)
- 7 Campionats d'Espanya divisió d'honor de clubs pala curta (2009, 2011, 2012, 2013,2014,2015 i 2017)
- 2 Copa d'Europa paleta cuir (2007 i 2010)
- 7 Copa d'Europa pala curta (2009, 2011, 2012, 2013,2014,2015 i 2017)